# Cossourado (Paredes de Coura)
Cossourado ist ein Ort und eine ehemalige Gemeinde (Freguesia) im nordportugiesischen Kreis Paredes de Coura.

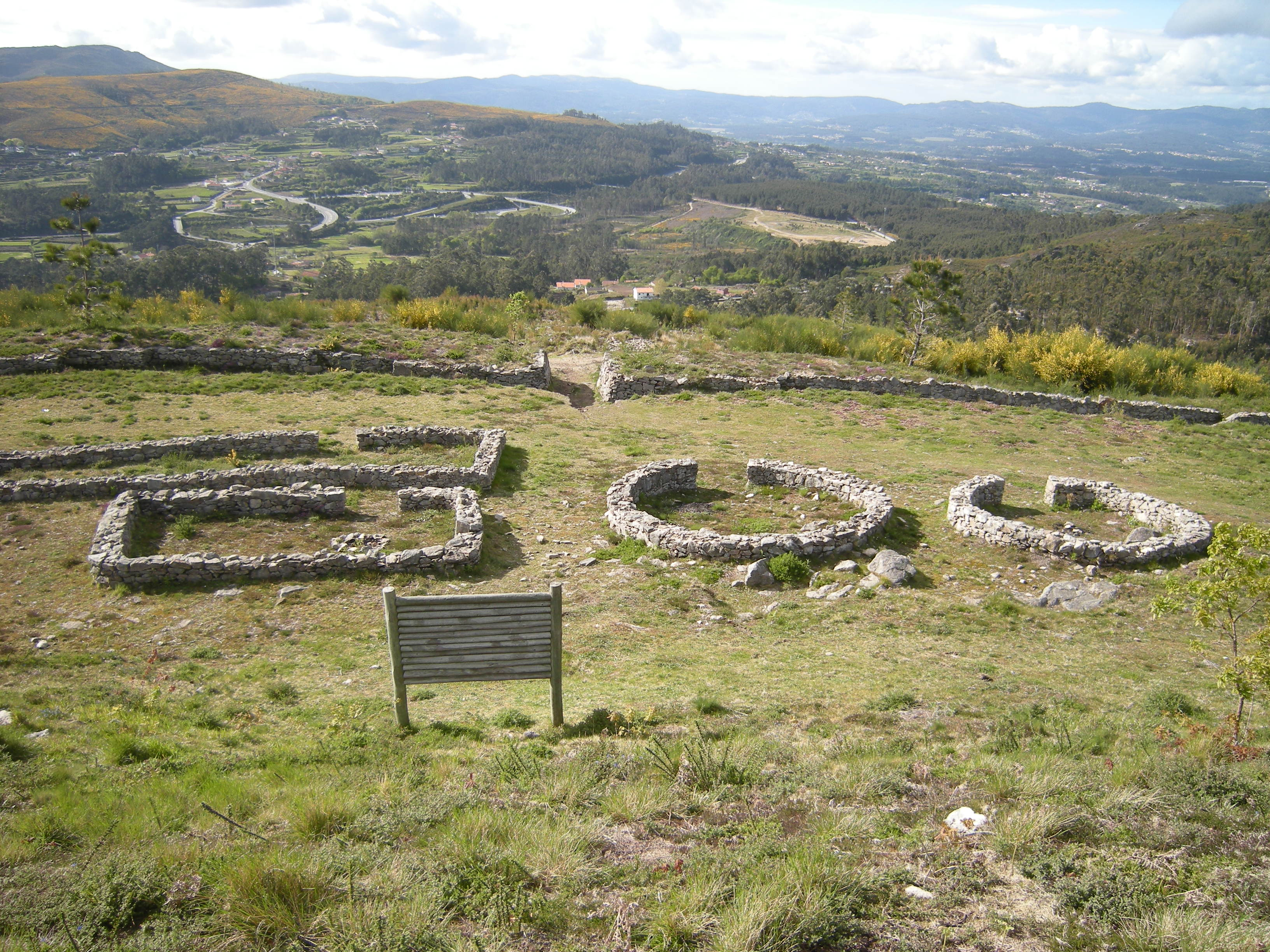
Cividade von Cossourado

 Die Gemeinde hatte 323 Einwohner (Stand 30. Juni 2011).
Am 29. September 2013 wurden die Gemeinden Cossourado und Linhares zur neuen Gemeinde União das Freguesias de Cossourado e Linhares zusammengeschlossen. Cossourado ist Sitz dieser neu gebildeten Gemeinde.
Das ehemalige Dorf der Castrokultur auf dem Hügel besteht aus Gebäuden mit rundem oder länglichem Grundriss und großen Abmessungen. Die Wände bestehen aus unregelmäßig angeordneten Granitsteinen, die als Trockenmauerwerk ausgeführt wurden. Rundhütten weisen eine sorgfältigere Bauweise mit Innen- und Außenverkleidung auf, Hütten mit länglichem Grundriss weisen eine archaischere und grobere Technik auf. Im Zentrum steht ein aus Erde und Steinen erbauter Turm, daneben im Südwesten ein ovaler Bau mit einer Steinbank an der Innenseite. Der Raum ist in seiner Gesamtheit von zwei Mauern und im Westen, wo der Hang weniger steil ist, von einer dritten Mauer umgeben. Die Mauern sind Innen und Außen aus großen Steinblöcken und in der Mitte mit Erde gefüllt. Sie verfügen über kleine Rampen, teilweise mit Stufen, die als Zugang dienen und eine Breite von etwa vier Metern haben. Der einzige Eingang zum Dorf befindet sich im Nordwesten. Neben der Restaurierung von Strukturen wurden auch zwei Hütten gebaut, die die Häuser des Dorfes nachbilden.